# Паганелли, Лоран
Лоран Паганелли (фр. Laurent Paganelli, родился 20 октября 1962 в Обена) — французский футболист, выступавший на позиции нападающего, ныне телеведущий Canal+.

## Биография

### Игровая карьера
Был замечен в 1978 году на турнире в Монтегю, где ему предложил контракт «Сент-Этьен». 25 августа того же года состоялся его дебют в Дивизионе 1 в игре против ПСЖ: Паганелли было 15 лет, 10 месяцев и 5 дней, и он заменил в матче травмировавшегося Доминика Рошто. В 1981 году он выиграл чемпионат Франции в составе «Сент-Этьена», в 1983 году ушёл оттуда. Позже играл за «Тулон», «Гренобль 38» и «Олимпик Авиньон». Некоторое время работал преподавателем в Авиньоне, занимаясь трудными подростками.

### Карьера журналиста
С декабря 1997 года работает ведущим на Canal+. Участвовал в озвучке французской версии серии игр FIFA (с Эрве Мату) и PES (с Кристианом Жанпьером). 4 декабря 2007 года начал работу с Лораном Рукье на радиостанции Europe 1 в программе «On va s'gêner». В мае 2008 года участвовал в муниципальных выборах в Авиноне, шёл по списку действовавшего мэра Мари-Жозе Руаг.
В 2008—2009 годах был ведущим программы «Canal Football Club» на Canal+, вёл рубрику «Le défi de Paga»: по воскресеньям ему предстояло в рамках прямого эфира Лиги 1 выполнять какое-то необычное условие или задание. 24 апреля 2009 года появился обнажённым на съёмочной площадке передачи Le Grand Journal, продвигая собственную книгу «Обнажённый Пага. Футбол, телевидение и рок-н-ролл» (то же самое он сделал в программе «Fabulous sport» Даррена Тулетта). Также открывал школу журнализма в Ницце в сезоне 2008/2009.
10 мая 2013 года получил приз лучшего телерепортёра среди журналистов, работающих непосредственно у кромки поля.

## Достижения
- Чемпион Франции: 1980/1981 (Сент-Этьен)
- Финалист Кубка Франции: 1980/1981, 1981/1982 (Сент-Этьен)
- Чемпион 3-го Дивизиона Франции: 1980 (резерв Сент-Этьена)
- Лучший бомбардир Турнира в Тулоне: 1982